# Rotalina
Rotalina es un género de foraminífero bentónico considerado un sinónimo posterior de Cancris de la subfamilia Baggininae, de la familia Bagginidae, de la superfamilia Discorboidea, del suborden Rotaliina y del orden Rotaliida. Su especie tipo era Rotalina sagra. Su rango cronoestratigráfico abarca desde el Mioceno hasta la Actualidad.

## Clasificación
Se describieron numerosas especies de Rotalina. Entre las especies más interesantes o más conocidas destacaban:
- Rotalina involuta
- Rotalina sagra

Un listado completo de las especies descritas en el género Rotalina puede verse en el siguiente anexo.
En Rotalina se ha considerado el siguiente subgénero:
- Rotalina (Calcarina), aceptado como género Calcarina